# Angelo Sala
Angelo Sala ou Angelus Sala (Né le 21 mars 1576 à Vicence et mort le 2 octobre 1637 à Bützow) est un médecin et chimiste italien. Il a démontré l'identité de certains composés artificiels et naturels dans son livre Anatomia Vitrioli,.

## Biographie
Né à Vicence dans une famille calviniste, il quitta sa patrie avec son père pour des raisons religieuses en 1602 et s'installa à Genève.
Il vécut à La Haye de 1612 à 1617, puis fut médecin du comte Antoine II d'Oldenbourg de 1617 à 1620. Après une parenthèse à Hambourg de 1620 à 1625, il fut médecin du duc Jean-Albert II de Mecklembourg-Güstrow, puis de son fils Gustave-Adolphe. Gravement malade, il mit fin à ses jours.
Considéré par Osler comme l'un des fondateurs de la chimie moderne, ses travaux en médecine et en chimie furent largement influencés par Paracelse, et ce n'est que dans ses dernières œuvres qu'il en prit quelques distance.

## Œuvres
La plupart de ses ouvrages ont été composés entre 1610 et 1630, et comme Sala ne savait pas le latin, ils furent traduits par d'autres auteurs. On a de lui, entre autres :
- Opiologia ou Traicté concernant le naturel, propriétés, vraye préparation et seûr usage de l'opium pour le soulagement de maints malades qui sont travaillés d'extrêmes douleurs internes…, La Haye, impr. de H. Jacobs, 1614 (lire en ligne)
- Anatomia Vitrioli, Leyde (Pays-Bas), Lugduni Batavorum, Ex Officinâ Godfridi Basson, 1617, 3e éd., 107 p., in 8° (OCLC 79235037, BNF 31286160, SUDOC 150923325, présentation en ligne)
- Ternarius bezoardicorum, Erfurt, 1618.
- Aphorismorum Chymiatricorum Synopsis, Brème, 1620.
- Chrysologia, Hambourg, 1622.
- Hydrelaeologia, Rostock, 1633.
- Saccharologia, Rostock, 1637.
- ses ouvrages ont été réunis sous le titre Opera medico-chymica, Francfort (1647) et Rouen (1650).